# QuadballUK
QuadballUK (ehemals QuidditchUK) ist der nationale Dachverband des Quidditch-Sports (Quadball) im Vereinigten Königreich. Als Nationalverband gehört der QUK dem Weltverband International Quadball Association an. Die Organisation startete 2011 als Facebook-Gruppe, um als Netzwerk für Mannschaften und Spieler im Vereinigten Königreich zu operieren, mit dem Ziel, sich untereinander auszutauschen, sich über lokale Mannschaften und Ressourcen zu informieren und Spiele und neue Mannschaften zu gründen. Nach Angaben von QUK vom Juli 2022 soll sich der Verein im Laufe des Jahres 2022 in Quadball umbenennen. Die Namensänderung wurde im Oktober 2022 vollzogen.

## Geschichte
Der QuadballUK hat sich seit seiner Gründung rasant entwickelt, da nach der Ausrichtung der Sommerspiele im August 2012 ein massiver Zuwachs an Quadball-Teams im ganzen Land zu verzeichnen war. Dies war der Zeitpunkt, an dem sich QuadballUK von einem Netzwerk für britische Teams und Spieler zu einem etablierten Dachverband für Quadball im Vereinigten Königreich entwickelte. Es entstand eine Personalstruktur, deren Ziel es ist, Quadball im Vereinigten Königreich zu verbreiten und zu fördern. Der aktuelle Präsident ist Declan Ramsay, und die Vizepräsidentin ist Alexandria Freeman. Der Verband setzt sich derzeit aus ehrenamtlich tätigen Mitgliedern der Quadball-Gemeinschaft zusammen. Die Rolle des QuadballUK-Präsidenten wurde im Mai 2022 von einer ehrenamtlichen Funktion in eine bezahlte Position geändert, die mit einem Jahresgehalt von 5.000 Pfund vergütet wird.

## Turniere

### Aktuelle Wettbewerbe und Struktur
Aktuell veranstaltet QUK sechs bedeutende Turniere: die regionalen Universitätsturniere Northern und Southern Cups, den British Quidditch Cup, den Development Cup, das European Qualifier Tournament und die Community League. Die beiden regionalen Universitätsturniere und die Community League dienen der Qualifikation von Teams für den British Quidditch Cup. Teams, die sich nicht qualifizieren, können stattdessen am Development Cup teilnehmen.
Die Northern und Southern Cups (für Universitätsteams) sowie die landesweite Community League (für Community-Teams) werden im Verlauf der Saison als mehrere eintägige Veranstaltungen ausgetragen. Die Teams werden in Gruppen von etwa fünf Teams aufgeteilt und spielen bei jeder Veranstaltung ein Jeder-gegen-jeden-Turnier. Am Ende jeder Veranstaltung wird das beste Team jeder Division in die nächsthöhere Division befördert, während das schwächste Team jeder Division in die nächstniedrigere Division absteigt.
Die besten zwölf Community-Teams und die besten zwölf Universitätsteams nach allen Veranstaltungen qualifizieren sich für den British Quidditch Cup, wo sie in separaten Universitäts- und Community-Wettbewerben antreten. Die zwölf Universitätsplätze werden proportional zwischen den Nord- und Südregionen aufgeteilt, basierend auf der Anzahl der teilnehmenden Teams in jeder Region.
Der Development Cup ermöglicht es allen Teams, die sich nicht für den British Quidditch Cup qualifiziert haben, teilzunehmen. Sein Hauptziel ist es, Teams mit wenig Wettkampferfahrung die Möglichkeit zu geben, gegen ähnlich erfahrene Gegner anzutreten. Beim ersten Development Cup wurden erfahrene Trainer ermutigt, ein teilnehmendes Team über das Wochenende zu unterstützen, um ihnen bei der Entwicklung als Team zu helfen.
Das Europäische Qualifikationsturnier ist ein freiwilliges Turnier, das zur Ermittlung der Qualifikation von Teams für die Vertretung des Vereinigten Königreichs bei der European Quadball Cup in den Divisionen 1 und 2 dient (basierend auf der Gesamtleistung des Teams). Sowohl Community- als auch Universitätsteams können teilnehmen, wobei maximal 20 Teams zugelassen sind. Die Ranglisten der Universitätsturniere und der Community League werden verwendet, um die Teilnahmepriorität festzulegen, falls sich mehr als diese Anzahl von Teams bewerben möchten.

### Vorherige Wettbewerbsstruktur
Die erste British Quidditch Cup (BQC) fand am 9. bis 10. November 2013 im University Parks in Oxford, England, statt, mit 16 teilnehmenden Teams. Das Gastgeberteam, die Oxford Radcliffe Chimeras, gewann den Pokal, indem sie Avada Keeledavra im Finale besiegten, wobei die Bangor Broken Broomsticks den dritten Platz belegten. Der zweite BQC wurde am 7. bis 8. März 2015 im Wollaton Hall und Deer Park in Nottingham ausgetragen und wurde von Southampton Quidditch Club 1 gewonnen.
QuadballUK organisierte von 2014 bis 2015 eine Liga-Veranstaltung namens  „Challenge Shield“. Dieses Wettkampfformat wurde im Jahr 2015 zugunsten von zwei regionalen Wettbewerben eingestellt.
Von 2015 bis 2019 veranstaltete QuadballUK die regionalen Turniere Northern und Southern Cups als eigenständige 2-tägige Events zu Beginn der Saison. Jedes Team hatte die Möglichkeit, sich für diese Turniere zu bewerben. Das Format sah eine Rundenturniergruppenphase am ersten Tag vor, gefolgt von zwei Knockout-Turnieren am zweiten Tag. Die besten 2 Teams aus jeder Gruppe traten im  „Champions“-Bracket an, während die übrigen Teams im „Consolidation“-Bracket spielten. Im Jahr 2019 wurde das Format leicht angepasst: Die vollständigen Knockout-Turniere wurden durch eine „Ranking Bracket“-Phase und eine „Play-in“-Phase ersetzt. Diese Turniere dienten dazu, Teams für die European Quidditch Cup (EQC) zu qualifizieren, wobei die Plätze gleichmäßig zwischen den beiden Regionen verteilt wurden. Ebenso wurden die Plätze für den British Quidditch Cup proportional zur Anzahl der teilnehmenden Teams in der jeweiligen Region vergeben. Die Setzliste für den British Quidditch Cup basierte ebenfalls auf den Ergebnissen dieser Turniere.
Der Development Cup wurde erstmals im Jahr 2017 eingeführt, wobei das erste Turnier von Liverpools „Liverpuddly Cannons“ gewonnen wurde.
Am Ende der Saison fand der British Quidditch Cup als Turnier mit 32 Teams statt, wobei die besten Teams gemäß den Ergebnissen der Regionalmeisterschaften zur Teilnahme eingeladen wurden. Am ersten Tag wurden die Teams in acht Gruppen zu je vier Teams aufgeteilt, um in einem Rundenturnier gegeneinander anzutreten. Am zweiten Tag folgte die gleiche Turnierstruktur mit einem  „Champions Bracket“ für die Teams, die um den Titel kämpften, und einem  „Consolation Bracket“ für die übrigen Teams, ähnlich wie bei den Northern und Southern Cups angewendet. Die abschließende Platzierung des BQC wurde verwendet, um alle teilnehmenden Teams zu bewerten und die Setzung für die nächsten Saison der Regionalmeisterschaften festzulegen.
Im Jahr 2021 führte QUK das aktuelle Saisonformat ein, das eine Trennung zwischen Universitäts- und Community-Teams vorsieht. Vorher nahmen alle Teams an denselben Veranstaltungen teil. Die neue landesweite Community League wurde als analoges Turnier für Community-Teams ins Leben gerufen. Dies steht im Gegensatz zu den neuen Northern und Southern Cups, die ausschließlich für Universitäten gedacht sind. Der British Quadball Cup wurde in seiner aktuellen Form als 24-Team-Turnier umgestaltet, wobei zwölf Universitäts- und zwölf Community-Teams teilnehmen, jedoch in getrennten Wettbewerben.

## Nationalmannschaften
Das QuadballUK ist die Heimstätte der Mannschaften England, Schottland und Wales, die ihre jeweiligen Länder bei internationalen Quadball-Turnieren vertreten. Die schottische Nationalmannschaft gab ihr Turnierdebüt bei der Quidditch-Europameisterschaft 2019 in Bamberg. Das englische und das walisische Mannschaftsteam gaben ihr Turnierdebüt bei der Quidditch-Europameisterschaft 2022 in Limerick, bei der das englische Team das Turnier gewann. Ursprünglich gab es ein Team UK, das jedoch 2021 in drei unabhängige Mannschaften aufgeteilt wurde. Das britische Team gab sein Debüt 2012 bei den Sommerspielen in Oxford. Zu den Erfolgen des britischen Teams zählen unter anderem ein Sieg bei den Europameisterschaften 2017 der und zahlreiche Medaillenplätze bei anderen internationalen Turnieren. Die letzte Turnierbeteiligung der Mannschaft war ein dritter Platz bei der Quidditch-Europameisterschaft 2019.